# Korallfehéredés
Korallfehéredésnek nevezik azt a jelenséget, melynek során a korallok elveszítik színüket. Ennek oka, hogy a korall szöveteiben lévő szimbiotikus egysejtű algák, a mészalgák (zooxanthellák) stressz hatására kilökődnek vagy a zooxanthellákban lévő fotoszintetizálő pigmentek száma lecsökken.
Ezek a zooxanthellák adják a korallok jellegzetes színét, attól függően, hogy az algák melyik kládja él a korallok szövetében. Amikor az algák kilökődnek, átlátszó lesz a korall szövete és láthatóvá válik a korall fehér, kalcium-karbonát alkotta váza. Innen származik a „fehéredés” kifejezés. Bizonyos esetekben a kifehéredett korallok halvány kék, sárga vagy rózsaszínűek, a korallszövetekben található fehérjék miatt, melyek a zooxanthellák hiányában a korall domináns pigmentjei lesznek. A kifehéredett korall nagyon hasonló a nemrégiben elpusztult állathoz, de megkülönböztethető attól, mivel apró polipok találhatók a felszínén. Ezek a korallok élnek és néhány hét vagy hónap alatt teljesen felépülhetnek, amennyiben a stresszhatás nem túl súlyos és nem áll fenn hosszabb ideig. Ha a kifehéredett korallok szöveteibe nem épülnek vissza a zooxanthellák, a korall elpusztul.
A korallok és a zooxanthellák kölcsönösen függnek egymástól. A korall védelmet nyújt az algáknak és a saját anyagcsere-folyamataiból származó végtermékekkel, így nitrogénnel látja el az algákat, melyet azok a fotoszintézishez használnak fel. Cserébe az alga oxigént termel és eltávolítja a korallok anyagcsere-termékeit. A zooxanthellák a fotoszintézis során glükózt, glicerint és aminosavakat állítanak elő. A korall ezeket használja fel saját tápanyagainak (fehérjék, zsírok és szénhidrátok) előállításához, valamint a növekedését elősegítő kalcium-karbonát termeléséhez. A korallok és a szöveteiben élő algák közötti egyensúly elengedhetetlen, ugyanis a korall tápanyagainak 90%-át a zooxanthelláktól nyeri.

## Okai
Nem véletlenül nevezik a korallzátonyokat az óceán esőerdeinek. A korallzátonyok a legösszetettebb vízi ökoszisztémák, a vízi élővilág 25 százaléka a korallzátonyokon él. A korallok elterjedését számos tényező határozza meg, például a tenger hőmérséklete, sótartalma, a víz tisztasága, a napsugárzás. Bármelyik tényező változására a korallok fehéredéssel reagálhatnak.
A korallok nagyobb mélységekben és hidegebb vizekben is élnek, de a zátonyalkotó, más néven hermatipikus fajok a melegebb vizeket kedvelik. Ennek megfelelően a korallzátonyok az Egyenlítőtől északra és délre legfeljebb a 30. szélességi fokig terjedtek el. Világviszonylatban a korallzátonyok becsült nagysága 284 300 km². A zátonyépítő korallok növekedéséhez a 20-32 °C-os tengervíz a legkedvezőbb. A korallok képesek elviselni a magasabb, vagy alacsonyabb hőmérsékletet is, de növekedésük az ideálistól eltérő hőmérséklet esetén jelentősen csökken. A korallok a tiszta, sekély vizet kedvelik, ahol elegendő napfény jut át a tengervízen, mely energiát a korallok szöveteiben élő algák használnak a fotoszintézishez, így általában tápanyagszegény vizekben találhatók. A zátonyépítő korallok  elterjedése 16-27 méteres mélységben jellemző, de találtak hermatipikus fajokat 50 méteres mélységben is. A tenger sótartalma is fontos tényező: a zátonyépítő korallok a 36 ezrelék körüli sótartalmú vizet kedvelik.
Helyi szinten számos stresszhatás érheti a korallokat, melyek az adott populációt pusztítják. A hatások között természetes és antropogén faktorokat említhetünk. Természetes hatások többek között a zátonyokat pusztító viharok, az esőzések, a feliszapolódás és a fertőzések. Antropogén hatások között említhető a feliszapolódás, a tápanyagok felhalmozódása, a túlhalászat, a turizmus és a szennyezés. Világméretekben azonban a tengerfelszín hőmérsékletének emelkedése okoz korall-fehéredést, mely nem csak elszigetelten, egy-egy korallzátonyon jelentkezik, hanem a világ összes korallzátonyát fenyegeti.